# Ambrosiano
Az Ambrosiano egy  belföldi olasz InterCity volt, amely összekapcsolta Rómát Milánóval. Az Ambrosiano név Milánó védőszentjére utal. A járat első 13 éve alatt mint Trans Europ Express (TEE) közlekedett a TEE 78/79 vonatszám alatt.

## Története
1974. május 26-án vezették be, miután elegendő Gran Conforto személykocsit állítottak üzembe. Az Ambrosiano ugyanazon az útvonalon közlekedett, mint a híresebb Settebello, de mozdonyokkal vontatták, ahelyett, hogy a Settebello által használt jellegzetes ETR 300 sorozatú motorvonatokat használták volna. Déli irányba a vonat késő délután indult el Milánóból, és 23 óra körül ért Rómába. Észak felé eredetileg reggel közepén indult, és 16 óra körül ért Milánóba, de az időzítést később körülbelül 2 órával későbbre csúsztatták.
1987. május 31-én az Ambrosiano-t TEE-ről két kocsiosztályú InterCity vonattá fokozták le (IC 534/535). 1994-ben az IC Ambrosiano pótlás nélkül megszűnt.